# スペーステリア
株式会社スペーステリアは、かつて存在した東経110度CSデジタル放送委託放送事業者。
三菱商事とエフエム東京の出資によって設立。2002年にプラット・ワンで放送開始したが、プラット・ワンとスカイパーフェクTV!2の合併によるスカイパーフェクTV!110（現スカパー!）の成立によって2004年放送終了。2005年1月に清算結了している。

## 放送チャンネル
- Ch.001 - プラット・ワン プロモーションチャンネル
  - 2002年3月1日放送開始。
  - 2004年3月1日、「スカパー!110メイト」（のちe2メイト、2008年6月30日限りで放送休止）に変更。
  - 2004年5月14日、スペーステリアが使用していた帯域がマルチチャンネルエンターテイメント（現スカパー・エンターテイメント）に割り当てられたため、同社に放送事業者を変更。
- Ch.700～719 - サウンドテリア（超短波放送=ラジオ放送）
  - 2002年3月25日サービス放送開始、同年4月1日本放送開始。
  - 2004年3月31日放送終了。
- Ch.721 - 囲碁・将棋チャンネル
  - 2002年10月1日放送開始。
  - 2004年3月31日放送終了。
  - その後WOWOWデジタルプラスで2004年11月放送を再開したが、2005年9月30日に放送を終了。2012年10月にスカパー! (東経110度BS・CSデジタル放送)にて放送再開。